# R.J. Ellory
Roger Jon Ellory, quien escribe bajo sus iniciales R.J. Ellory, (n. en Birmingham, Inglaterra, el 20 de junio de 1965) es un escritor inglés de novelas policiales.

## Vida privada
Su padre abandonó el hogar antes de que nazca, y nunca lo conoció. Fue criado por su madre y su abuela materna. En 1971 su madre fallece como resultado de una hemorragia pulmonar, víctima de una epidemia de neumonía que afectó a gran cantidad de personas en Midlands Occidentales. Fue enviado a diferentes escuelas, y finalmente completó sus estudios en el Kingham Hill School en Oxfordshire, una escuela fundada por la familia banquera Barings-Young para facilitar la educación de "niños rebeldes y huérfanos".
Al finalizar sus estudios secundarios, regresó a Birmingham donde comenzó la carrera de diseño gráfico en el Bournville College of Art. Un año después, en abril de 1982, su abuela fallece, y Ellory abandona su educación superior. Actualmente vive en su ciudad natal. Asimismo, es cantante y guitarrista en una banda llamada The Whiskey Poets.

## Obra
Su primera novela en ser aceptada por una editorial, Candlemoth, fue publicada en el 2003 y fue listada para el premio "Ian Fleming Steel Dagger Award" de ese año. Ghostheart fue publicada en el 2004 y A Quiet Vendetta en el 2005. Su cuarta novela City of Lies (2006) fue preseleccionada para el premio Steel Dagger al mejor thriller. A Quiet Belief in Angels fue lanzada en 2008 y lleva vendidas más de un millón de ejemplares, y sus derechos de traducción fueron vendidos a más de 23 idiomas. Fue preseleccionada al premio Barry a la mejor obra de ficción criminal del 2008, al séptimo Prix Du Polar Européen 2008 del semanario francés Le Point, al premio Le Nouvel Observateur 2008, y al premio Prix Des Libraires Du Quebec 2008. Ganó el premio de la revista Strand Magazine como thriller del año y el premio Prix du Roman Noir de la revista Nouvel Observateur en el 2009. También ganó el premio a la mejor novela policial otorgado por la compañía Theakston en 2010. Entre marzo y abril del 2012, lanzó una trilogía de novelas cortas exclusivas en formato de libro electrónico, llamada Three Days in Chicagoland, que se enfoca en el brutal asesinato de una joven en 1956, narrada desde tres puntos de vista distintos: la hermana, el policía y el asesino.
Menciona a Arthur Conan Doyle, Michael Moorcock, J. R. R. Tolkien y Stephen King como sus mayores influencias literarias.

## Polémica
En 2012, admitió haber usado una cuenta seudónima para escribir reseñas positivas de sus novelas, y además reseñas negativas sobre otros dos escritores. Hizo una declaración pública de disculpas, y las reseñas fueron retiradas del sitio web Amazon. La asociación de escritores "Crime Writers' Association", a la cual Ellory había pertenecido como miembro del directorio, expresó su preocupación por esta práctica injusta.

## Listado de obras
- Candlemoth (2003) ISBN 0-7528-5666-9
- Ghostheart (2004) ISBN 0-7528-6059-3
- A Quiet Vendetta (2005) ISBN 0-7528-6060-7
- City of Lies (2006) ISBN 0-7528-7366-0
- A Quiet Belief in Angels (2007) ISBN 978-0-7528-7369-5. Traducida al español como "Solo el silencio".
- A Simple Act of Violence (2008) ISBN 978-0-7528-9190-3. Traducida al español como "Un simple acto de violencia".
- The Anniversary Man (2009) ISBN 0-7528-9874-4
- Saints of New York (2010) ISBN 978-1-4091-0474-2
- Bad Signs (2011) ISBN 978-1-4091-0476-6
- A Dark and Broken Heart (2012) ISBN 978-1-4091-2414-6
- The Devil and the River (2013) ISBN 978-1-4091-2417-7
- Carnival of Shadows (2014) ISBN 978-1-4091-2420-7
- Mockingbird Songs (2015) ISBN 978-1-409-1-2423-8
- Chicagoland (2015) junto a Fabrice Colin & Sacha Goerg ISBN 978-2-756-0-6310-2